# 符騰堡的瑪麗亞·多蘿西亞
符騰堡的瑪麗亞·多蘿西亞（德語：Maria Dorothea von Württemberg，1797年11月1日—1855年3月30日），符騰堡路德維希公爵的女兒，符騰堡國王腓特烈一世的姪女。

## 家庭
1819年，瑪麗亞·多蘿西亞與奧地利的約瑟夫大公結婚，兩人共有2子2女：
1. 亞歷山大（1825年—1837年），早逝
2. 伊莉莎白·法蘭西絲卡（1831年—1903年）
3. 約瑟夫·卡爾（1833年—1905年）
4. 瑪麗·亨麗埃特（1836年—1902年）